# Альянс Renault–Nissan–Mitsubishi
Альянс «Рено — Ниссан — Мицубиси» (англ. Renault–Nissan–Mitsubishi Alliance) — стратегическое франко-японское партнёрство в области развития машиностроения между компаниями: французской Рено (Renault) и японской Ниссан (Nissan). В октябре 2016 года Mitsubishi Motors Corporation (MMC) объявило о том, что Nissan Motor Co., Ltd. (Nissan) завершил сделку по покупке 34 % акций MMC за 237 миллиардов японских иен и становится крупнейшим акционером компании ММС.
По итогам работы за первое полугодие 2017 года альянс впервые в истории стал лидером на мировом рынке автопроизводителей по количеству проданных машин (за указанный период удалось реализовать 5,268 млн автомобилей).
В 1999—2017 годах до присоединения Mitsubishi Motors объединение называлось Альянс Renault-Nissan.

## История
Своим успехом Рено и Ниссан, которые владеют крупными пакетами акций друг друга, во многом обязаны присоединением к альянсу Mitsubishi Motors в 2016 году.
На фоне  спада продаж на всех основных рынках акции Ниссан за 2019 год подешевели более чем на 30 %; руководство компании активизировало разработку плана по прекращению сотрудничества с французским концерном Рено (речь идет о полном разрыве в технической и производственной областях, а также крупных перестановках в правлении).

## Деятельность
Поставщиком трансмиссий и коробок передач для альянса является японская компания «Jatco», которая принадлежит Nissan и Mitsubishi.

### В Китае
В июне 2003 между китайской компаний Dongfeng и японской Nissan создано совместное предприятие Dongfeng Motor Company. Завод расположен в городе Ухань, Китай. Перечень автомобилей включает в себя: Nissan Sunny, Nissan Bluebird, Nissan Teana и Nissan Tiida. В 2014 году налажено производство ряда автомобилей на автомобильной платформе D.

### Daimler и Альянс
7 апреля 2010 года для повышения качества и обмена современными технологиями, а также снижения совместных затрат немецкая компания Daimler заключила стратегическое соглашение с Альянсом. В качестве первого шага Daimler приобретает 3,1 % акций Рено и Ниссан, в свою очередь Рено и Ниссан будет иметь по 1,55 % (каждый) акций Daimler. Благодаря совместным закупкам и использованию большого числа стандартных автодеталей и современных технологий, компании существенно снизят свои расходы. В данном случае совместные детали и технологии направлены на модели мини-автомобилей: Daimler Smart и Renault Twingo.

### В США
В январе 2012 году компании объявили, что совместно начнут производить двигатели на заводе Ниссан в штате Теннесси для Mercedes-Benz.

### В Индии
В 2010 году альянс открыл свой завод в Индии в городе Ченнаи по производству автомобиля Nissan Micra. Мощность нового предприятия 400 000 автомобилей в год. На 2012 год кол-во сотрудников индийского завода — 6000, среди них — 457 менеджеров, 810 контролёров качества, 4831 рабочий оператор, средний возраст рабочих на производстве 24 года.

### В Бразилии
В начале октября 2011 Глава альянса Карлос Гон встретился с президентом Бразилии г-жой Дилмой Русеф и сообщил, что альянс намерен к 2016 году увеличить своё производство в Бразилии. В частности, будет расширено производство уже существующего завода Рено в городе Куритиба и построен новый завод Ниссан с запланированным продуктивно-исследовательским центром.

### В России
В 2009 году Правительство России обратилось к руководству компании Рено, которая по состоянию на 2008 год имела 25 % акций российского предприятия ОАО АВТОВАЗ, с предложением о совместном развитии российского предприятия. Ранее с 1998 года компания Renault производила свою марку автомобиля в России только на своём заводе Автофрамос в Москве. Было принято решение: первой совместной маркой станет выпускаемый сегодня автомобиль на дочернем предприятии Dacia в Румынии. В 2011 году АВТОВАЗ с совместно с Renault в рамках российской государственной программы по поддержке российского предприятия направляли на стажировку сотрудников дочерних компаний АВТОВАЗ (ООО «Реформинг-центр» и ООО «АвтоВАЗ-перспектива») на свои заводы Рено в Турции (город Бурса) и Франции.
В 2011 на заводе в городе Тольятти была полностью реконструирована (смонтировано новое оборудование) платформа B0 первой нитки главного сборочного конвейера. 4 апреля 2011 начато совместное производство автомобиля Lada Largus В мае 2012 года было объявлено, что альянс запланировал довести долю своих акций ОАО «АВТОВАЗ» до 67 % , после чего российское предприятие войдет в состав совместного предприятия альянса «АvtoVAZ Renault Nissan».
В марте 2012 Ниссан заявила о возобновлении к 2014 году выпуска бюджетного автомобиля марки Datsun, для этого начата реконструкция третьей нитки главного конвейера на АВТОВАЗе.
В июне 2012 года Альянс Рено — Ниссан начал тестовую сборку автомобилей «Nissan Almera» и на заводе «АВТОВАЗ» в городе Тольятти. В 2013 году начато серийное производство и продажа автомобилей.
В 2016 году на заводе Рено Россия (бывший Автофрамос) начато производство нового кроссовера Renault Kaptur.
В 2019 году началось производство Renault Arkana.

## Руководство
- Карлос Гон (1999—2019)